# Eduardo Navarro Soriano
Eduardo Navarro Soriano (Zaragoza, 28 de enero de 1979-Zaragoza, 29 de septiembre de 2022), más conocido simplemente como Eduardo o Edu Navarro, fue un futbolista español. Se desempeñaba como guardameta y, una vez retirado, como entrenador de porteros.

## Clubes
| Club                    | País   | Año       | Partidos | Goles |
| ----------------------- | ------ | --------- | -------- | ----- |
| C. F. Figueruelas       | España | 1998-2001 | 24       | -37   |
| C. D. Binéfar           | España | 2001-2002 | 36       | -50   |
| U. E. Lleida            | España | 2002-2006 | 116      | -120  |
| U. D. Barbastro         | España | 2006-2007 | 32       | -41   |
| S. D. Huesca            | España | 2007-2009 | 74       | -67   |
| C. D. Numancia de Soria | España | 2009-2012 | 79       | -89   |
| Utebo F. C.             | España | 2012-2014 | -        | -     |